# Benjamin F. Harding
Benjamin Franklin Harding, född 4 januari 1823 i Wyoming County, Pennsylvania, död 16 juni 1899 i Cottage Grove, Oregon, var en amerikansk demokratisk politiker. Han representerade delstaten Oregon i USA:s senat 1862–1865.
Harding studerade juridik och inledde 1849 sin karriär som advokat i Joliet, Illinois. Han flyttade sedan först till Kalifornien och 1850 vidare till Oregonterritoriet. Han var 1852 talman i Oregonterritoriets lagstiftande församling. Han tjänstgjorde 1853–1854 som federal åklagare.
Harding var talman i delstaten Oregons representanthus 1860–1861. Han efterträdde 1862 Benjamin Stark som senator för Oregon. Han efterträddes 1865 av George Henry Williams.
Harding avled 1899 och gravsattes på Cottage Grove Cemetery i Cottage Grove.